# 5기 SK가스배 신예프로10걸전
5기 SK가스배 신예프로10걸전은 한국기원이 주관하고 경향신문이 주최하여 본원 소속 만 25세 이하 5단 이하 전문기사로 참가한 신예 기전이다. 결승에서는 강지성 四단이 백대현 四단  을 2:0으로 꺾고 완봉승하며 우승을 차지했다.

## 순위결정전
| 최종 순위전 | A조             | 전적 | 전적 | B조         |
| ----------- | --------------- | ---- | ---- | ----------- |
| 결승 3번기  | 강지성 四단     | 2    | 0    | 백대현 四단 |
| 3~4위전     | 양건 五단       | 패   | 승   | 이세돌 三단 |
| 5~6위전     | 이상훈(小) 三단 | 승   | 패   | 윤혁 三단   |
| 7~8위전     | 조한승 四단     | 승   | 패   | 박영훈 二단 |
| 9~10위전    | 박지훈(大) 三단 | 승   | 패   | 권오민 三단 |

### 대국 결과
| 대진     | 연도   | 대국일자 | 승자        | 패자            | 결과             | 기보 |
| -------- | ------ | -------- | ----------- | --------------- | ---------------- | ---- |
| 9~10위전 | 2001년 | 8월 16일 | 박지훈 三단 | 권오민 三단     | 242수 흑 5집반승 |      |
| 7~8위전  | 2001년 | 8월 21일 | 조한승 四단 | 박영훈 二단     | 181수 흑 불계숭  |      |
| 5~6위전  | 2001년 | 9월 4일  | 윤혁 三단   | 이상훈(小) 三단 | 232수 백 불계승  |      |
| 3~4위전  | 2001년 | 9월 18일 | 이세돌 三단 | 양건 五단       | 240수 백 불계승  |      |
| 결승 1국 | 2001년 | 9월 20일 | 강지성 四단 | 백대현 四단     | 254수 백 불계승  |      |
| 결승 2국 | 2001년 | 10월 4일 | 강지성 四단 | 백대현 四단     | 299수 흑 9집반승 |      |
| 결승 3국 | 2001년 | 월 일    |             |                 |                  |      |